# Боаз бен Йосафат
Боаз бен Йосафат ( іврит : בעז בן יהושפט ) був сином Йосафата бен Саула та правнуком Анана бен Давида. Він жив в Іраку в середині ІХ століття. Будучи прямим спадкоємцем Анана, Боаз був насі і реш-галутою караїмських євреїв. Він був батьком Давида бен Боаза.